# Хрусталёв, Олег Антонинович
Олег Антонинович Хрусталёв (9 декабря 1935 — 22 апреля 2008) — советский и российский физик-теоретик, доктор физико-математических наук, ведущий специалист в области квантовой теории поля и физики элементарных частиц, директор Института теоретических проблем микромира имени Н. Н. Боголюбова при МГУ.

## Биография
Окончил физический факультет МГУ (1959).
Доктор физико-математических наук (1970). Профессор (1977). Профессор кафедры квантовой теории и физики высоких энергий физического факультета МГУ (1977). Директор Института теоретических проблем микромира им. Н. Н. Боголюбова МГУ (1991). Заслуженный профессор Московского университета (2002). Указом Президента Российской Федерации от 12 апреля 2008 года присвоено почётное звание «Заслуженный деятель науки Российской Федерации».

## Научная деятельность
Область научных интересов: квантовая теория поля, физика высоких энергий, квантовая информация.
В области теории квантовой информации разработал понятие условной матрицы плотности, позволяющей адекватно описывать процессы разбиения сложной квантовой системы на подсистемы. Этот подход использовался О. А. Хрусталёвым вместе с сотрудниками для исследований в области квантовых коммуникаций (квантовая телепортация, квантовая криптография) и квантовых вычислений.
Широкую известность получили его работы по дисперсионным соотношениям, квазипотенциальному подходу в квантовой теории поля, описанию квантовых эффектов в нелинейных полевых моделях, квантовой гравитации и квантовым компьютерам. О. А. Хрусталёв был организатором многих научных конференций и семинаров, вёл активную педагогическую и учебно-методическую работу, под его руководством защищено более 20 кандидатских диссертаций.

## Избранные публикации
- В. В. Белокуров, О. Д. Тимофеевская, О. А. Хрусталёв. Квантовая телепортация — обыкновенное чудо. — Регулярная и хаотическая динамика, 2000. — 256 с. — 1000 экз. — ISBN 5-93972-007-2.
- О. Д. Тимофеевская, О. А. Хрусталёв. Лекции по квантовой механике. — Регулярная и хаотическая динамика, 2007. — 316 с. — (Университетские учебники и учебные пособия). — ISBN 978-5-93972-607-8.
- Ф. А. Лунёв, К. А. Свешников, Н. А. Свешников, О. Д. Тимофеевская, О. А. Хрусталёв, Введение в квантовую теорию. Квантовая механика. М.: Изд-во МГУ, 1985. — 355c.